# 凯姆谢
凯姆谢，是匈牙利巴兰尼亚州所辖的一个村。总面积8.96平方公里，总人口59，人口密度6.6人/平方公里（2011年1月1日）。